# Operation Yellow Ribbon
Die Operation Yellow Ribbon (deutsch Gelbe Schleife) wurde von Kanada durchgeführt, um die zahlreichen im Rahmen der Terroranschläge am 11. September 2001 nach Kanada umgeleiteten Flüge bewältigen zu können. Kanadas Ziel war, potenziell gefährliche Flugzeuge aus dem Luftraum so schnell wie möglich entfernen zu können. Sie sollten auf zivilen und militärischen kanadischen Flughäfen vorwiegend in den Provinzen Nova Scotia, Newfoundland and Labrador und British Columbia (und auch auf einigen in New Brunswick, Alberta, Manitoba, Ontario und Québec) landen. Dort hätte ihre mögliche Zerstörungskraft besser kontrolliert werden können. Jedoch ging schlussendlich von keinem der Flugzeuge eine Gefahr aus. So wurde es auch ein Kraftakt, die zahlreichen in Kanada gestrandeten Passagiere unterbringen zu können.
Kanada begann mit der Operation, nachdem die US-amerikanische Zivilluftfahrtbehörde FAA die Landung aller Flugzeuge im US-amerikanischen Luftraum verfügte. Die FAA arbeitete eng mit der kanadischen Verkehrsbehörde zusammen, um ankommende inter- und transkontinentale Flüge nach Kanada umleiten zu können.
Während der Operation wurden sämtliche Abflüge mit Ausnahme von derjenigen der Polizei, des Militärs und humanitären Flügen, abgesagt. Somit wurde der kanadische Luftraum zum ersten Mal geschlossen.
Das Ergebnis der Operation waren 255 zu 17 verschiedenen Flughäfen umgeleitete Flüge.

## Einsatz von Rettungsmaßnahmen
Unverzüglich nach den Anschlägen auf das World Trade Center nahmen Transport Canada und Nav Canada ihre Notfallmaßnahmen auf.

### Transport Canada
Transport Canada nahm ihr Situation Centre (SitCen) um 09:21 Eastern Summer Time (13:21 UTC) in Betrieb. Das SitCen ist das Notfalloperationscenter von Transport Canada, das eigentlich zur Bewältigung von Erdbeben entlang der kanadischen Westküste aufgebaut wurde. Es wurde bereits mehrere Male eingesetzt, zum Beispiel während der verheerenden Eis- und Schneestürme in Ontario und Quebec im Jahre 1998 oder nach dem Absturz des Swissair-Flugs 111 nahe Peggy’s Cove in Nova Scotia. Das im SitCen stationierte Personal stammte von Transport Canada, Nav Canada, dem Department of National Defence, der Royal Canadian Mounted Police (RCMP), des Canadian Security Intelligence Service, von Departement of Citizenship and Immigration (CIC) und der Canada Customs and Revenue Agency (CCRA).
Eine der Aufgaben des SitCen war, den Kontakt zu anderen kanadischen Luftfahrtbehörden aufrechtzuerhalten, wie zur Air Transport Association of Canada und zu den lokalen Flughafenbehörden. Zudem wurden die weltweiten Luftfahrtbehörden auf dem Laufenden gehalten.

### Nav Canada
Nav Canada nahm zwei Kommandozentren in Betrieb, das Strategic Command Centre (SCC) und das Tactical Command Centre (TCC).
Das SCC befand sich in Ottawa, wurde von Andy Vasarins geleitet, übernahm die Oberkontrolle der Operation und stellte sicher, dass das TCC und weitere beteiligte Behörden auf dem Laufenden waren.
Das TCC befand sich in Cornwall (Ontario) und wurde von Kathy Fox geleitet. Die Aufgaben umfassten das Verbreiten von Informationen zwischen den Flughäfen und den Flugsicherungsbehörden.

## Die Operation
Die Operation begann offiziell um 09:45 Eastern Summer Time (13:45 UTC), als der US-amerikanische Luftraum geschlossen wurde.

## Maßnahmen von Transport Canada
Nachdem der US-amerikanische Luftraum geschlossen worden war, verfügte der kanadische Transportminister David Collenette, dass alle kanadischen Flüge nur für abfliegende Polizei-, Militär- und humanitäre Flüge, sowie für Flüge in die USA, die zu kanadischen Flughäfen umgeleitet wurden, erlaubt seien. Zum ersten Mal in der Geschichte wurde der kanadische Luftraum geschlossen.
Zum Zeitpunkt der Anschläge waren rund 500 Flüge unterwegs in die USA. Transport Canada instruierte Nav Canada, Flügen, die mindestens die Hälfte der Flugstrecke zurückgelegt hatten, die Landung auf dem nächstgelegenen kanadischen Flughafen zu erlauben. Dies wurde vom Kerosinstand und dem Abflugort abhängig gemacht. Ein bis zwei Flugzeuge pro Minute erreichten den kanadischen Luftraum.
Während der Operation fokussierte das SitCen auf die Aufgabe, geeignete Flughäfen für die Flugzeuge zu finden und wie man die Passagiere schnellstmöglich durchsuchen und bei allen eine Zollabfertigung durchführen kann. Die CIC und die CCRA versetzten zusätzliches Personal zu den betroffenen Flughäfen.
Der erste Flughafen, der umgeleitete Flüge aufnahm, war die CFB Goose Bay, die sieben Flugzeugen Unterschlupf bot. Weitere 14 kanadische Flughäfen nahmen die restlichen umgeleiteten Flüge auf.

### Transatlantikflüge
Die Operation war eine große Herausforderung für alle Flughäfen an oder in der Nähe der kanadischen Ostküste. Transport Canada instruierte Nav Canada, die Flüge wenn möglich nicht zu den Flughäfen Macdonald-Cartier in Ottawa, Lester B. Pearson in Toronto und Pierre Elliott Trudeau in Montreal umzuleiten, als eine zusätzliche Sicherheitsmaßnahme, da sie zu den größten im Land oder zur Hauptstadt gehören. Dies war jedoch schlussendlich nicht möglich. Die meisten Transatlantikflüge wurden zu küstennahen Flughäfen umgeleitet; jedoch landeten auch einige in Toronto und Montreal.
Die Umleitung der Transatlantikflüge wurde durch das Area Control Centre Gander durchgeführt, da die Flugrouten von Linienflügen über den Atlantik von diesem Center aus festgelegt werden. Die Piloten der betroffenen Flugzeuge erhielten ungewohnt strikte Anweisungen, welchen Flughafen sie ansteuern mussten, eine Wahl wurde ihnen nicht gelassen. Ein Großteil der betroffenen Piloten hatte keine Erfahrung mit dem Landen auf den kleinen küstennahen Flughäfen.
Der Internationale Flughafen Gander, welcher der nächstgelegene Flughafen bei Flügen von Europa ist, nahm 39 Großraumflugzeuge auf, die mehrheitlich zu Flugzielen in den USA unterwegs waren. Es strandeten rund 6.000 Passagiere und Crewmitglieder in Gander, das zur damaligen Zeit weniger als 10.000 Einwohner hatte. Der kanadische Premierminister Jean Chrétien bemerkte, dass sich mehr Personen im Flughafen als in der Stadt aufhielten.
Der Internationale Flughafen Halifax nahm 40 Flüge auf. Die verbleibenden Flüge aus Europa landeten auf den Flughäfen St. John’s, Greater Moncton und Stephenville.

### Transpazifikflüge
Sämtliche Flüge aus Asien wurden zum Vancouver International Airport umgeleitet, da dieser der einzige Flughafen an der kanadischen Westküste mit ausreichender Kapazität ist. 34 Flüge mit insgesamt 8.500 Passagieren landeten in der westkanadischen Metropole.

### Militärisches Eingreifen
Es gab auch zahlreiche Zwischenfälle, bei denen US-amerikanische Kampfflugzeuge Passagierflieger in den kanadischen Luftraum geleiteten. Das North American Aerospace Defense Command nutzte das Canadian Forces Air Command und Jets der United States Air Force, um Flüge auf dem Flughafen Whitehorse zur Landung zu zwingen.
Einer der eskortierten Flüge war der Korean-Air-Flug 85 von Seoul-Incheon nach New York – John F. Kennedy mit einer geplanten Zwischenlandung in Anchorage – Ted Stevens. Es wurde angenommen, dass das Flugzeug entführt wurde. Als Vorsichtsmaßnahme wurden zahlreiche Gebäude in Anchorage und Whitehorse evakuiert. Das Flugzeug landete mit wenig Kerosin, zudem gab es ein Kommunikationsproblem mit der Bordcrew. Nach der Landung wurde die Crew mit erhobenen Händen aus dem Flugzeug geführt. Der Zwischenfall wurde durch ein Kommunikationsproblem über den Transponder ausgelöst.
Das Global Television Network und die National Post berichteten von einem ähnlichen Vorfall in Vancouver. Zwei US-amerikanische F-15 eskortierten eine Maschine der Air China, die von Peking nach San Francisco unterwegs war, zum Flughafen. Auch dies wurde durch Kommunikationsschwierigkeiten ausgelöst.

### Reaktionen
Vor der Landung informierten die meisten Piloten die Passagiere nicht über die Anschläge, um Panik in den Flugzeugen zu vermeiden. In einigen Flugzeugen wussten nicht einmal die Piloten vom Geschehenen. Global TV zitierte einen Piloten folgendermaßen:

“When we were in the air, we really didn't know what was going on. All we heard was security measures and we were diverted. That was all we knew …”

„Während wir in der Luft waren, wussten wir wirklich nicht, was geschah. Alles was wir erfuhren, war, dass Sicherheitsmaßnahmen ergriffen wurden und wir umgeleitet werden. Das war alles was wir wussten …“

Die Fluggäste wurden meist nach der Landung von den Piloten über das Geschehene informiert. Der Washington Post zufolge sagte eine Passagierin, deren Flug von Frankfurt nach Dallas/Fort Worth außerplanmäßig in Toronto endete, dass der Pilot etwa drei Stunden vor der Landung eine Durchsage machte, dass es Turbulenzen gebe.

“Then he said we were experiencing strong head winds and we had to land in Canada to refuel. When we landed, he said, 'Okay, there's been a terrorist attack.'”

„Dann sagte er, es gäbe heftigen Gegenwind, und wir müssten in Kanada zwischenlanden, um nachzutanken. Als wir landeten, sagte er, 'Okay, es gab einen Terroranschlag.'“

Wegen der hohen Sicherheitsvorkehrungen von Transport Canada dauerte es Stunden, bis die Passagiere das Flugzeug verlassen konnten. Die RCMP bot zusätzliches Personal auf, damit jedes Flugzeug durchsucht werden konnte. Die Flugzeuge wurden dazu meist auf den geschlossenen Startbahnen aufgereiht. Zudem wurde die Polizeipräsenz in den Terminalgebäuden stark erhöht.
Auf den Flughäfen schauten manche Passagiere Fernsehen, um sich auf dem Laufenden zu halten, während andere die Flughafenseelsorge aufsuchten. Die Flughäfen hatten Kriseninterventionsteams zur Unterstützung.
Der US-amerikanische Verkehrsminister sagte bei einer Medienorientierung im Weißen Haus

“We owe our Canadian neighbours a debt of gratitude for helping us as we redirected … flights and their passengers to airports in Canada.”

„Wir schulden unseren kanadischen Nachbarn unsere Dankbarkeit, dass sie uns halfen, als wir Flüge und deren Passagiere zu Flughäfen in Kanada umleiteten.“

Am zehnten Jahrestag von 9/11 dankte der US-Präsident Barack Obama den Kanadiern für ihre Freundschaft und Solidarität.

## Nach den Anschlägen

### Zahlen
Die Anzahl der umgeleiteten Flüge und ihrer Passagiere variiert je nach Quelle. Transport Canada meldet 33.000 Passagiere auf 224 Flügen, während Nav Canada 239 Flüge meldet. Dem Premierminister zufolge waren es zwischen 225 und 250 Flüge und zwischen 30.000 und 45.000 Fluggäste.
| Flughafen         | IATA-Flughafencode | Anzahl Flugzeuge |
| ----------------- | ------------------ | ---------------- |
| Halifax-Stanfield | YHZ                | 47               |
| Gander            | YQX                | 38               |
| Vancouver         | YVR                | 34               |
| St. John’s        | YYT                | 21               |
| Winnipeg          | YWG                | 15               |
| Toronto-Pearson   | YYZ                | 14               |
| Calgary           | YYC                | 13               |
| Montréal-Mirabel  | YMX                | 10               |
| Greater Moncton   | YQM                | 10               |
| Stephenville      | YJT                | 8                |
| CFB Goose Bay     | YYR                | 7                |
| Montréal-Trudeau  | YUL                | 7                |
| Edmonton          | YEG                | 6                |
| Hamilton          | YHM                | 4                |
| Whitehorse        | YXY                | 2                |
| Deer Lake         | YDF                | 1                |
| Yellowknife       | YZF                | 1                |
| Total:            | Total:             | 238              |

Halifax erhielt die meisten Flugzeuge, während in Vancouver die meisten Passagiere landeten.